# Nikodem Muśnicki
Nikodem Muśnicki, född 16 februari 1765 i Samogitien, död 16 januari 1805 i Polotsk, var en polsk jesuit och poet. 
Muśnicki, som var verksam i Polotsk, författade hjältedikten Pułtawa i tio sånger (tryckt 1803 i Polotsk), som besjunger Karl XII:s ryska fälttåg och hans nederlag vid Poltava. Innehållet i denna epopé i pseudoklassisk stil behandlas av Alfred Jensen i hans Svenska bilder i polska vitterheten.